# Дукас, Иоаннис
Иоаннис Дукас (греч.  Ιωάννης Δούκας ; 1845 Аргирокастро −1916 Афины) — греческий художник второй половины 19-го — начала 20-го веков, видный представитель Мюнхенской школы греческой живописи.

## Биография
Иоаннис Дукас родился в 1841 году, в городе Аргирокастро Северного Эпира, нынешнем албанском Гирокастра. Учился живописи в афинской Школе искусств, предшественнице Афинской школы изящных искусств, до 1862 года.
Продолжил учёбу в период 1865—1868 в Мюнхенской академии художеств у Карла фон Пилоти, а затем в Париже у Жана Жерома.
Длительное время работал в Париже, Марселе и Вене, где был отмечен, в основном, как портретист.
Дукас выставлял свои работы в Парижском салоне 1869 года.
В 1876 году Дукас вернулся в Афины, где продолжал работать в основном в качестве портретиста.
Одной из характерных работ этого периода является, хранящийся в Галерее Авероф, портрет Амалии Лантерер-Авероф, дочери баварца профессора химии Афинского университета Ксавье Лантерера и жены деда основателя галереи.
Среди его работ имеются также картины с историческими, мифологическими, библейскими и аллегорическими сценами.
Дукас является также автором иконы Христа в греческом православном храме Святого Николая в Ливерпуле.
Художник выставлялся на греческой выставке «Олимпия» 1870 года, на которой получил серебряную медаль, а также на выставке "Олимпия’ 1888 года.
Дукас высатвлял также свои работы на международной выставке Крита, на выставке Меласа (1881), общества «Парнас» (1885) и «Общества любителей искусств» (1900—1901).
Художник умер в греческой столице в 1916 году.
Работы Дукаса хранятся и выставляются в Национальной галерее Греции, Муниципальной галерее Ларисы, в греческом православном храме Святого Николая Ливерпуля и в частных коллекциях.